# Jan Novák (calciatore)
Jan Novák (Kladno, 5 luglio 1896 – 10 aprile 1968) è stato un calciatore cecoslovacco, di ruolo attaccante.

## Carriera

### Nazionale
Con la Nazionale cecoslovacca partecipò alle Olimpiadi 1924 a Parigi entrando in campo due volte (in tre partite disputate dalla squadra) e segnando una rete.

## Statistiche

### Cronologia presenze e reti in Nazionale
| Cronologia completa delle presenze e delle reti in nazionale ― Cecoslovacchia | Cronologia completa delle presenze e delle reti in nazionale ― Cecoslovacchia | Cronologia completa delle presenze e delle reti in nazionale ― Cecoslovacchia | Cronologia completa delle presenze e delle reti in nazionale ― Cecoslovacchia | Cronologia completa delle presenze e delle reti in nazionale ― Cecoslovacchia | Cronologia completa delle presenze e delle reti in nazionale ― Cecoslovacchia | Cronologia completa delle presenze e delle reti in nazionale ― Cecoslovacchia | Cronologia completa delle presenze e delle reti in nazionale ― Cecoslovacchia |
| Data                                                                          | Città                                                                         | In casa                                                                       | Risultato                                                                     | Ospiti                                                                        | Competizione                                                                  | Reti                                                                          | Note                                                                          |
| ----------------------------------------------------------------------------- | ----------------------------------------------------------------------------- | ----------------------------------------------------------------------------- | ----------------------------------------------------------------------------- | ----------------------------------------------------------------------------- | ----------------------------------------------------------------------------- | ----------------------------------------------------------------------------- | ----------------------------------------------------------------------------- |
| 25/05/1924                                                                    | Parigi                                                                        | Cecoslovacchia                                                                | 5 – 2                                                                         | Turchia                                                                       | Olimpiadi 1924 - Turno eliminatorio                                           | 1                                                                             |                                                                               |
| 30/05/1924                                                                    | Parigi                                                                        | Cecoslovacchia                                                                | 0 – 1                                                                         | Svizzera                                                                      | Olimpiadi 1924 - Ottavi                                                       | -                                                                             |                                                                               |
| Totale                                                                        |                                                                               | Presenze                                                                      | 2                                                                             |                                                                               | Reti                                                                          | 1                                                                             |                                                                               |